# Metaxya rostrata
Metaxya rostrata är en ormbunkeart som först beskrevs av H. B. K., och fick sitt nu gällande namn av Presl. Metaxya rostrata ingår i släktet Metaxya och familjen Metaxyaceae. Inga underarter finns listade.

## Bildgalleri

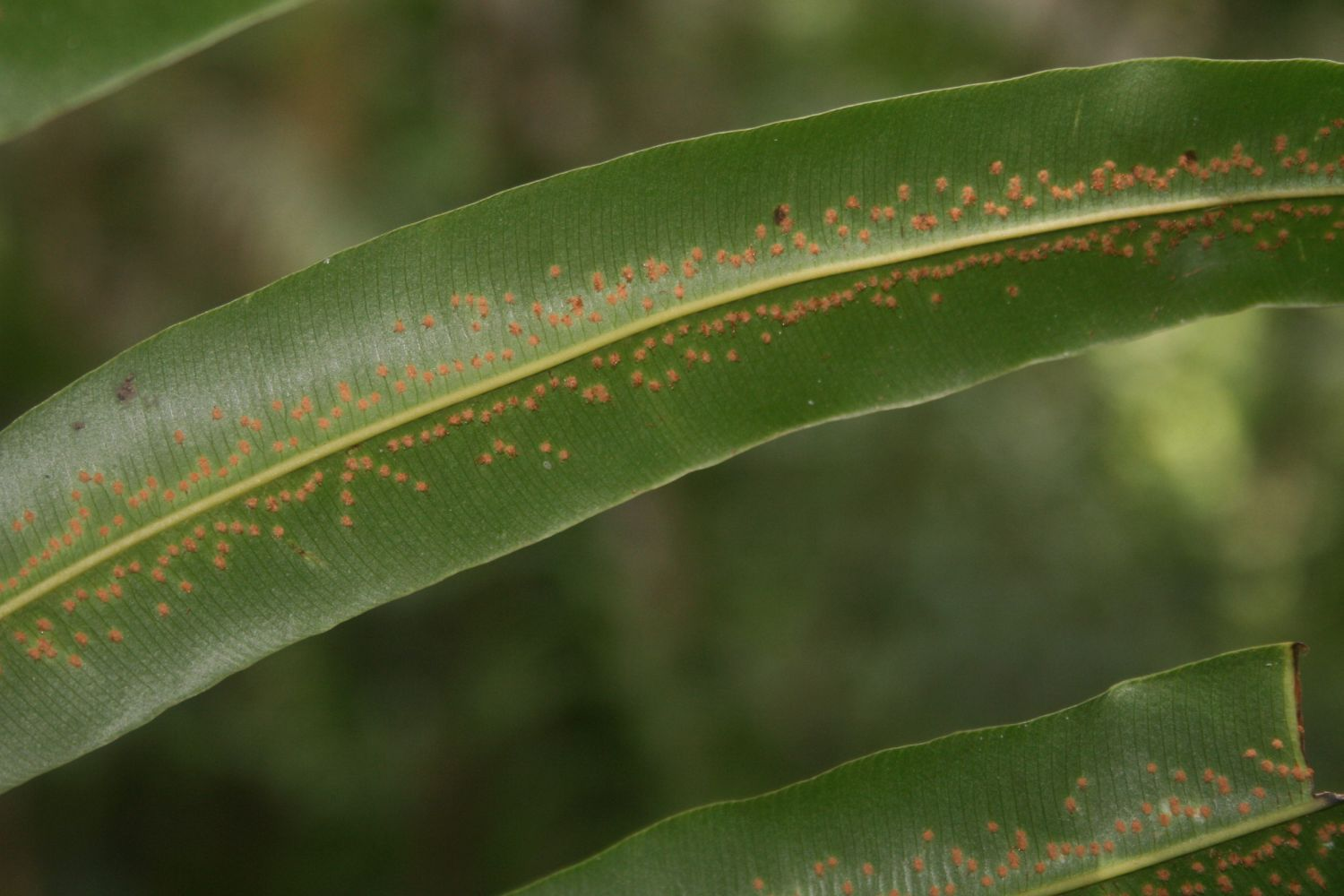
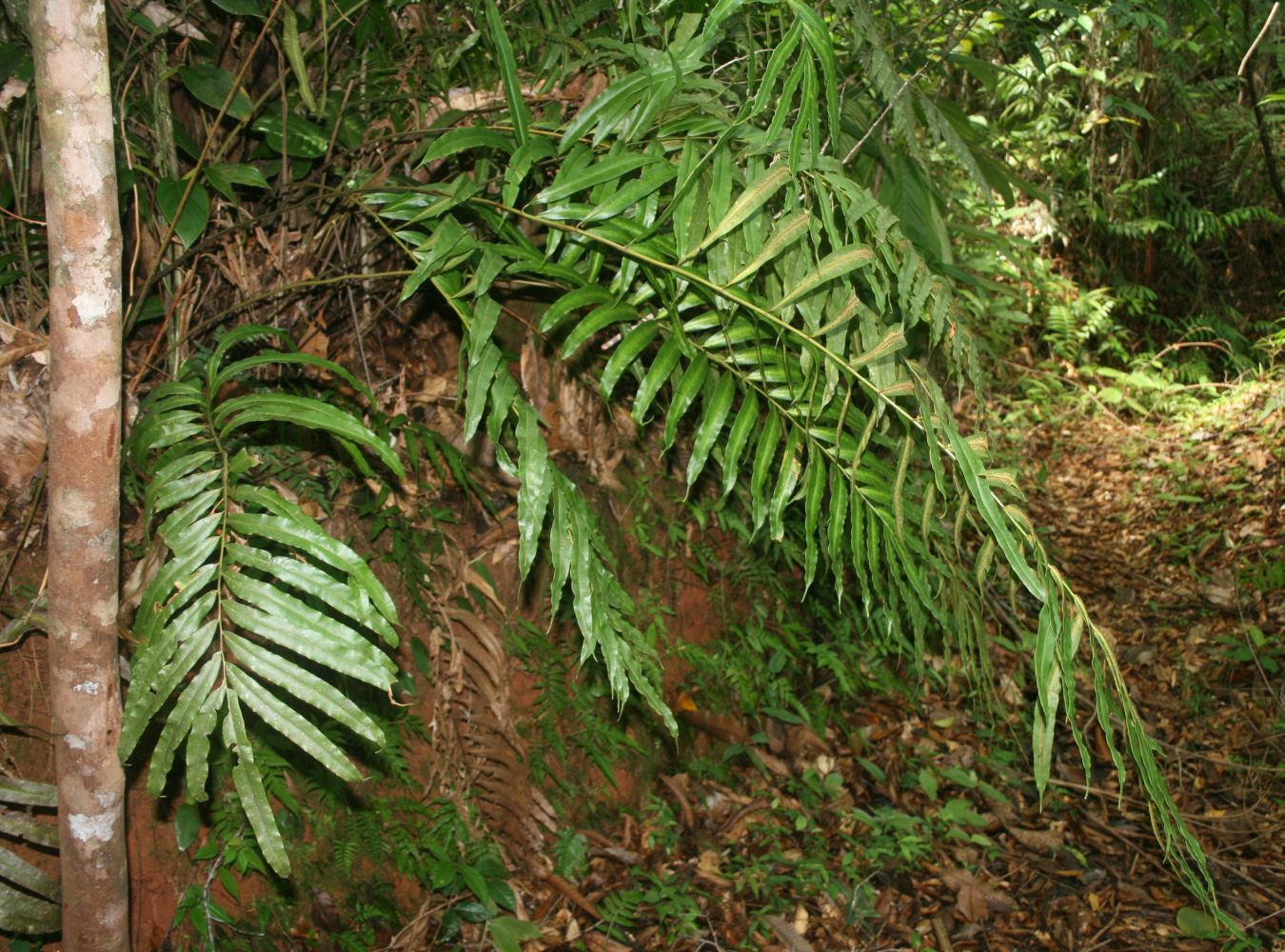